# Zora parallela
Espèce
Zora parallela est une espèce d'araignées aranéomorphes de la famille des Miturgidae.

## Distribution
Cette espèce se rencontre en Europe et en Sibérie.

## Description
La carapace du mâle syntype mesure 2 mm de long sur 1,6 mm et la carapace de la femelle paratype 2 mm de long sur 1,6 mm et l'abdomen 3 mm de long sur 2 mm.
Les mâles mesurent de 3,1 à 3,7 mm et les femelles de 4,5 à 5,4 mm.

## Systématique et taxinomie
Cette espèce a été décrite par Simon en 1878.

## Publication originale
- Simon, 1878 : Les arachnides de France. Paris, vol. 4, p. 1-334 (texte intégral).